# 벽량초등학교
벽량초등학교는 대한민국 전북특별자치도 김제시 부량면 대평리에 있는 공립 초등학교이다.

## 학교 연혁
- 1936년 6월 29일: 벽량공립보통학교 개교(1학급 40명, 설립인가 6월 15일)
- 1941년 4월 1일: 벽량공립국민학교로 개칭
- 1971년 3월 1일: 용성분교장 설치인가
- 1974년 3월 1일: 벽제국민학교 분리
- 1981년 3월 1일: 병설유치원 개원
- 1996년 3월 1일: 벽량초등학교로 개칭
- 2005년 10월 13일: 제28대 양민철 교장 부임
- 2009년 3월 1일: 제29대 정영숙 교장 부임
- 2012년 2월 10일: 제71회 졸업(총 졸업생 6,599명)
- 2012년 9월 1일: 제30대 이흥순 교장 부임
- 2013년 2월 15일: 제72회 졸업(총 졸업생 6,603명)
- 2014년 2월 14일: 제73회 졸업(총 졸업생 6,604명)
- 2014년 9월 1일: 제31대 심재호 교장 부임
- 2026년 6월 29일: 개교 90주년

## 참고 자료
- 벽량초등학교 - 한국교육학술정보원 학교알리미